# Église Saint-Baudille d'Ampuis
L'église Saint-Baudille est l'église du village d'Ampuis dans le département du Rhône. Dédiée à saint Baudille, ou Baudille (martyr du temps de l'évangélisation de la province romaine de la Viennoise, au IIIe siècle), elle dépend de la paroisse Bienheureux Frédéric Ozanam en Pays de Condrieu de l'archidiocèse de Lyon, confiée à l'Institut du Verbe incarné.

## Histoire et description
L'église a été bâtie entre 1572 et 1577 grâce aux dons de Laurent de Maugiron, comte de Montléans et gouverneur de Vienne. En 1678, l'église acquiert des reliques de saint Vincent, patron des vignerons, dans une région très marquée par la viticulture. Elle est remaniée au XIXe siècle (agrandissement de la nef en 1848) et son clocher est reconstruit de 1825 à 1829. Son décor du XIXe siecle a en partie disparu dans les années 1970. Elle est restaurée dans les années 1980.
L'édifice est de plan basilical, avec une nef à trois vaisseaux sans transept. Les arcades sont soutenues par des colonnes doriques en pierre de Villebois. La façade présente un arc en plein cintre orné d'une rosace. Deux œils-de-bœuf éclairent ses flancs.
Les stalles du chœur du XVIIIe siècle possèdent des miséricordes à décor de masques. Les trois cloches datent de 1577 pour la moyenne et de 1827 pour la grosse et la petite. La nef se termine par une abside semi-circulaire à décor de fresque. Le maître-autel du XIXe siècle en marbre blanc a été conservé. 
L'orgue de tribune est issu de la maison Michel-Merklin et Kuhn de Lyon, après une souscription lancée en 1941 . Il n'est plus utilisé et fait l'objet d'un appel aux fonds. Le petit orgue de la nef gauche est issu de la maison Roethinger.
Les membres de la société de Saint-Vincent assistent traditionnellement à la messe de la Saint-Vincent avant le marché au vin d'Ampuis, puis offrent à boire du côte-rôtie à la sortie.
En plus des cérémonies liturgiques, qui ont lieu régulièrement, l'église est ouverte pour des concerts classiques, surtout à la belle saison.

## Galerie

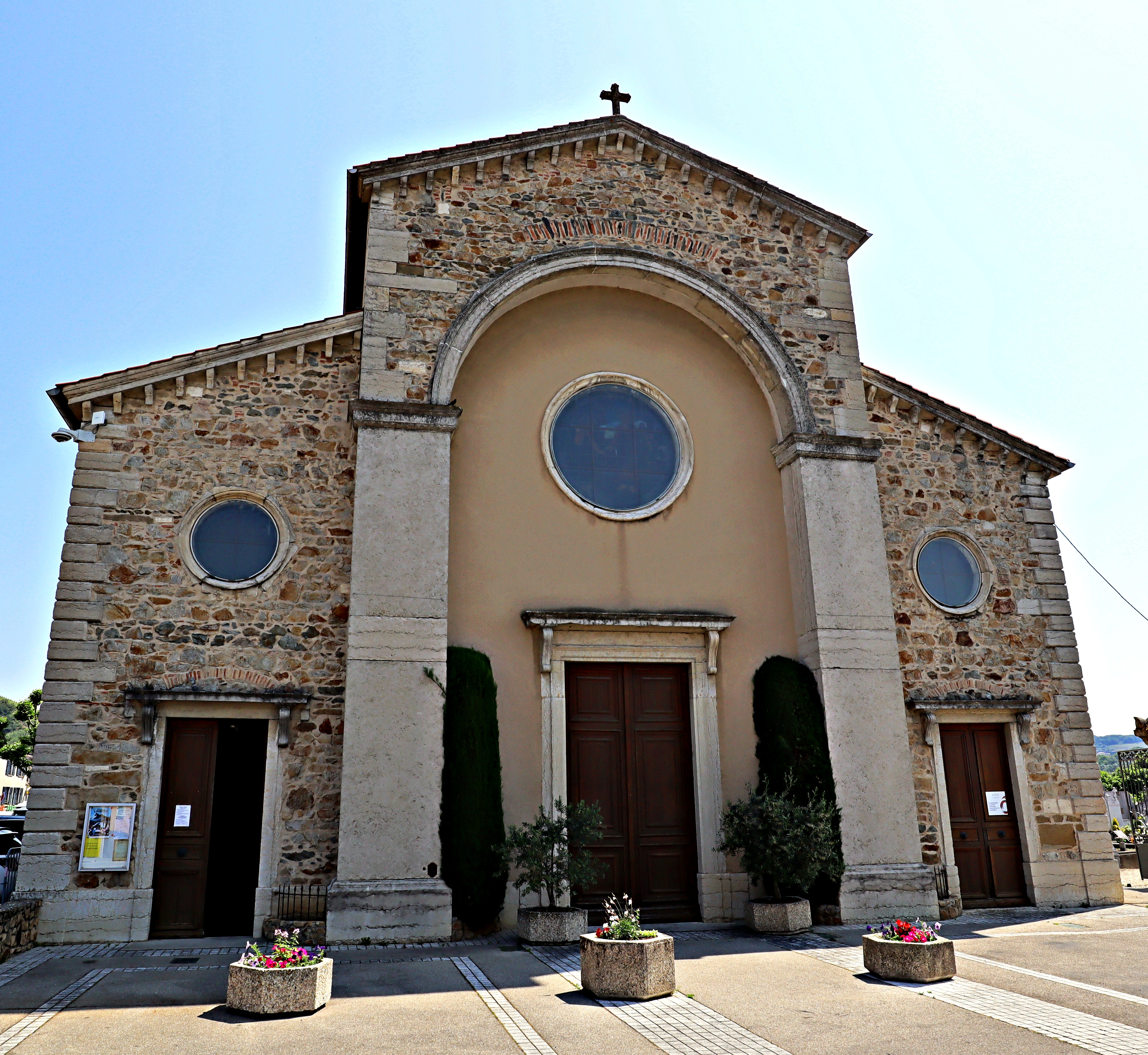
Façade
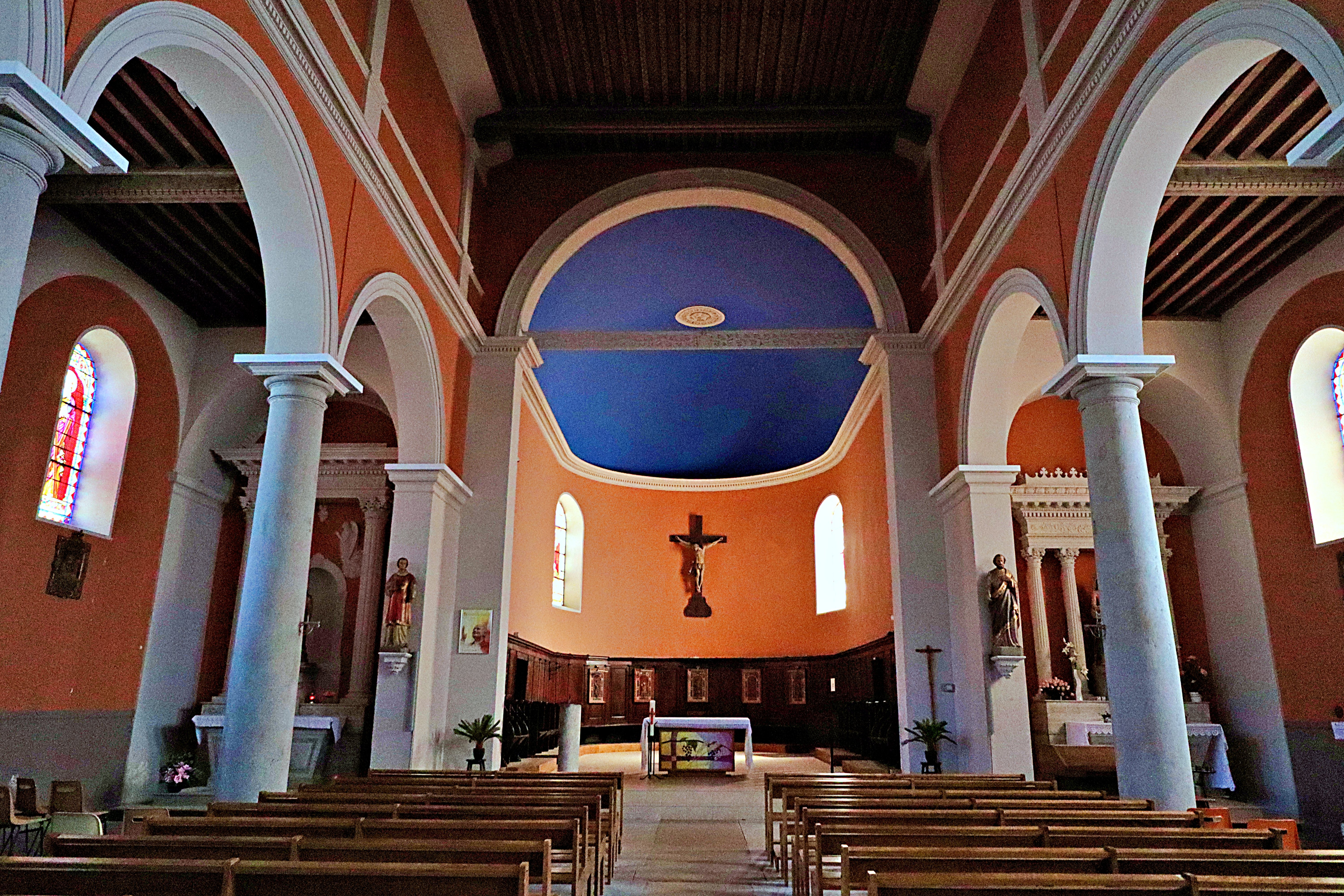
Nef et chœur
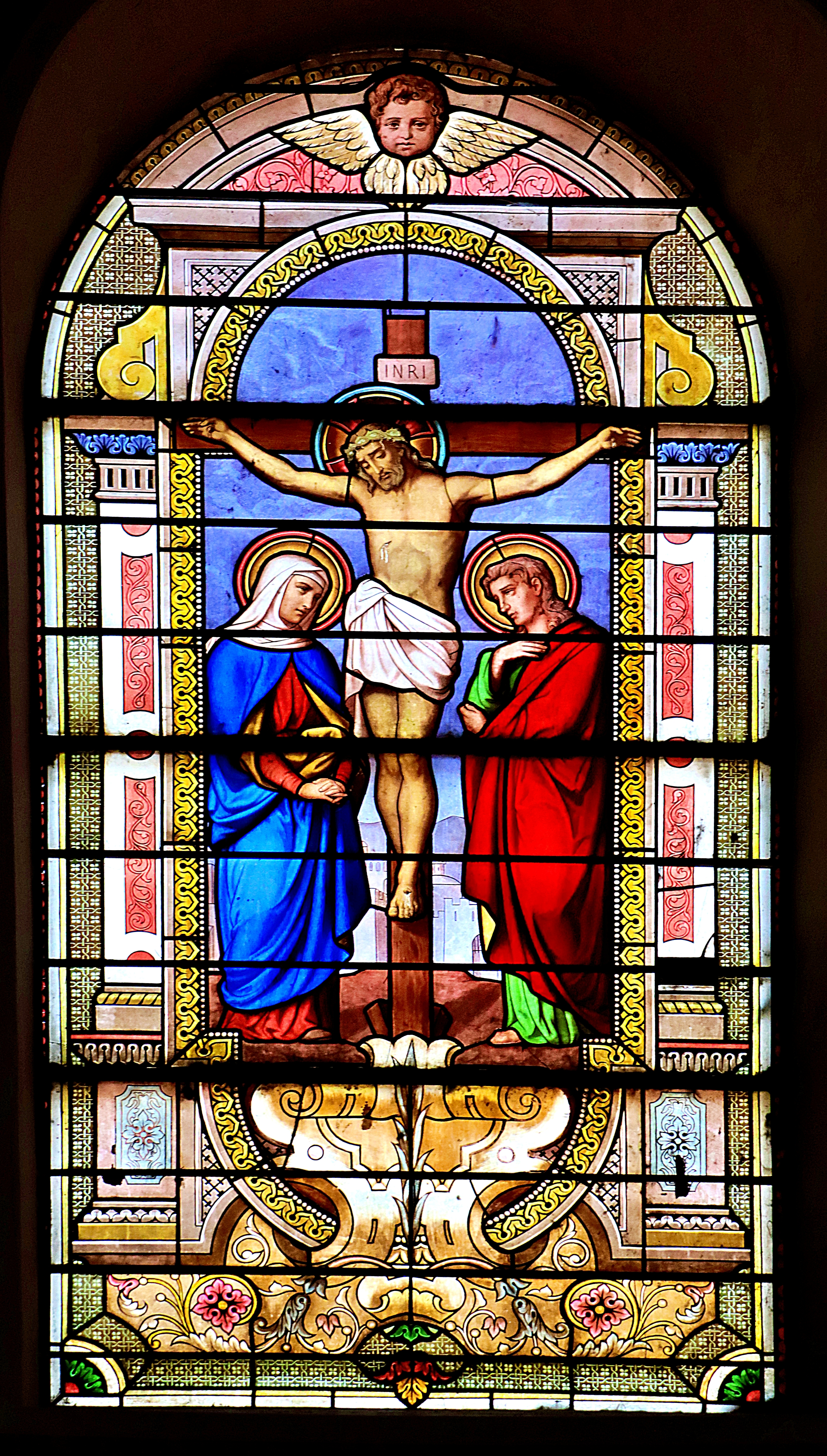
Vitrail
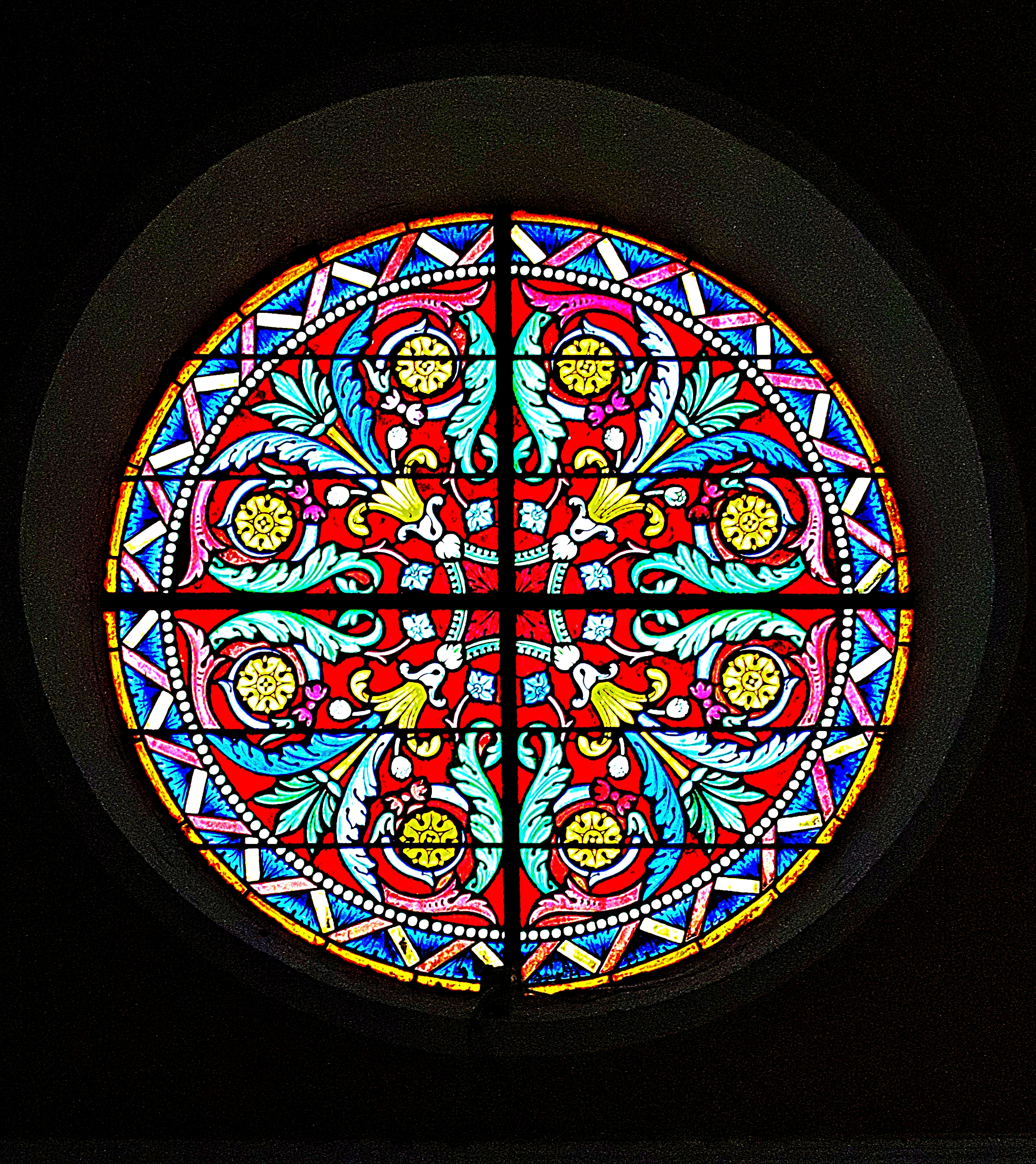
Rosace sur le fronton